# Brady Clark
Brady Clark (ur. 12 września 1977 w Grand Forks), amerykański curler, reprezentuje Granite Curling Club z Seattle.
Clark curling uprawia od 1989. Grać zaczął dzięki nauczycielce w szkole podstawowej, która był również instruktorem tego sportu. Będąc juniorem dwukrotnie (1999 i 1998) zdobywał brązowe medale mistrzostw kraju.
W późniejszych latach Clark odnosił największe sukcesy w rywalizacji mikstów. Już w pierwszym występie w 2001 jego zespół doszedł do półfinału. Tytuł mistrza Stanów Zjednoczonych zdobył po raz pierwszy w 2002, był najlepszy również w 2003, 2005, 2006, 2007, 2009, 2010, 2011 i 2012. Łącznie na najwyższym stopniu podium stawał dziewięć razy. Trzykrotnie zdobywał złote medale w rywalizacji par mieszanych, w której uczestniczy wraz ze swoją żoną Cristin Clark. Na najwyższym stopniu podium uplasował się w latach 2009, 2011 i 2012. 
Sukcesy umożliwiły Clarkowi występy na mistrzostwach świata par mieszanych. W 2009 Amerykanie wygrali 3 z 8 meczów i zostali sklasyfikowani na 18. miejscu. Dwa lata później małżeństwo zajęło 8. miejsce awansując do ćwierćfinału, w którym ulegli 6:8 Francuzom (Amaury Pernette, Pauline Jeanneret). Podczas kolejnego występu para z Seattle doszła do półfinału, w meczu tym uległa Szwajcarom (Martin Rios, Nadine Lehmann). Amerykanie nadal mieli możliwość na zdobycie brązowych medali, uplasowali się jednak za podium przegrywając 7:12 z Austriakami (Christian Roth, Claudia Toth).
Brady Clark bierze udział również w grze męskiej począwszy od 2001. W 2004 znalazł się w ćwierćfinale, a w przeciągu dwóch następnych lat zdobył brązowe medale. Kolejny sukces nadszedł w 2013, kiedy drużyna dowodzona przez Clarka doszła do finału zawodów. W półfinale pokonał 6:5 Johna Shustera, a w decydującym meczu triumfował tym samym wynikiem nad Tylerem George'em. Reprezentował Stany Zjednoczone na Mistrzostwach Świata 2013. Amerykanie wygrywając 5 z 11 meczów zajęli 9. miejsce.

## Drużyna
|           | Czwarty      | Trzeci         | Drugi         | Otwierający   |
| --------- | ------------ | -------------- | ------------- | ------------- |
| od 2012   | Brady Clark  | Sean Beighton  | Darren Lehto  | Phil Tilker   |
| 2011/2012 | Brady Clark  | Darren Lehto   | Leon Romaniuk | Steve Lundeen |
| 2008/2009 | Mark Johnson | Wes Johnson    | Brady Clark   | Ken Trask     |
| 2003/2004 | Brady Clark  | Greg Persinger | Leo Johnson   | Ken Trask     |
| 2002/2003 | Joel Larway  | Jason Larway   | Brady Clark   | Ken Trask     |
| 1998/2000 | Ryan Larson  | Brady Clark    | Peter Stolt   | Nathan Gebert |

Drużyny mikstowe
|           | Czwarty/-a  | Trzeci/-a     | Drugi/-a      | Otwierający/-a |
| --------- | ----------- | ------------- | ------------- | -------------- |
| 2011/2012 | Brady Clark | Cristin Clark | Sean Beighton | Bev Walter     |
| 2008/2011 | Brady Clark | Cristin Clark | Phil Tilker   | Bev Walter     |
| 2006/2007 | Brady Clark | Cristin Clark | Leon Romaniuk | Bev Walter     |
| 2005/2006 | Brady Clark | Cristin Clark | Tom Violette  | Bev Walter     |
| 2004/2005 | Brady Clark | Cristin Clark | Darren Lehto  | Bev Walter     |
| 2002/2003 | Brady Clark | Cristin Clark | Ryan Beighton | Bev Walter     |
| 2001/2002 | Brady Clark | Cristin Clark | Jason Larway  | Kim Kropp      |